# Phyllosticta anacardiacearum
Phyllosticta anacardiacearum är en svampart som beskrevs av Aa 1973. Phyllosticta anacardiacearum ingår i släktet Phyllosticta och familjen Botryosphaeriaceae.   Inga underarter finns listade i Catalogue of Life.